# Tramvajová trať Lidové sady – Horní Hanychov

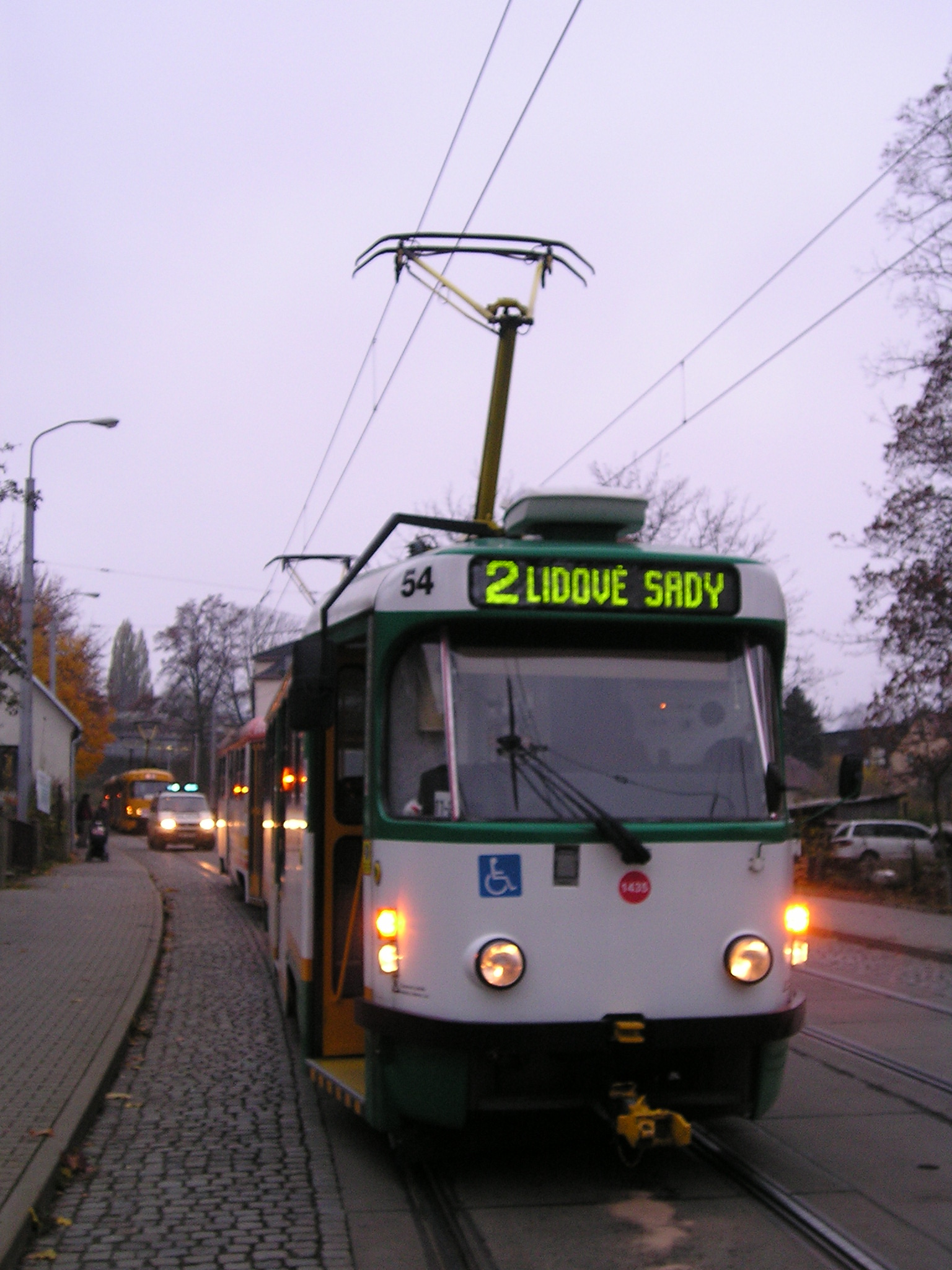
Vůz T3R.PLF linky číslo 2 v ulici Ještědská před zastávkou Vápenka

Tramvajová trať Lidové sady – Dolní Hanychov – Horní Hanychov je hlavní a víceméně dnes (kromě meziměstské tratě do Jablonce) jediná tramvajová trať v Liberci. Protíná město od severovýchodu k jihozápadu a zajišťuje spojení městských částí Horní Hanychov, Dolní Hanychov, Horní Růžodol, Janův Důl a Jeřáb s centrem. Trať také slouží pro turisty, jelikož spojuje turisticky atraktivní cíle – zoologickou a botanickou zahradu, Severočeské muzeum a Ještěd. Dopravu na trati provozuje Dopravní podnik měst Liberce a Jablonce nad Nisou.

## Historie

### Vznik tratí
Výstavba tratě o rozchodu 1000 mm začala v květnu 1897. Část trati od nádraží k zoo byla slavnostně otevřena 25. srpna 1897. Od nádraží vedla dvoukolejně (z technických důvodů byl již od začátku provozu zaveden pravostranný provoz) dnešní ulicí 1. máje až k mostu přes Nisu, kde se rozdvojovala a ulicemi Jánskou a 1. máje pokračovala na Soukenné náměstí. Odtud opět pokračoval každý směr zvlášť na dnešní náměstí Dr. Edvarda Beneše (k radnici): nahoru procházela trať dnešními ulicemi Revoluční a Moskevskou, dolu mířila ulicí Pražskou. Dále na dnešní Šaldovo náměstí vedla trať dnešní ulicí Sokolskou a mezi poštou a divadlem. Dále byla trať jednokolejná s výhybnami a vedla dnešní ulicí 5. května na prozatímní konečnou stanici Městský lesík (dnešní zoologická zahrada). 3. listopadu 1897 byla trať prodloužena až na dnešní konečnou Lidové sady. 8. července 1904 byl zjednosměrněn úsek mezi dnešním náměstím Dr. Edvarda Beneše a Šaldovým náměstím. Po dosavadním úseku jezdily tramvaje směrem k nádraží, pro směr do Lidových sadů byla postavena jednokolejná trať spodní částí ulice 5. května. Úsek zoo – Lidové sady byl zdvoukolejněn 12. června 1907, od června do srpna 1907 byla zdvoukolejněna také trať mezi dnešním Šaldovým náměstím a zoo s výjimkou dvacetimetrového úseku, který tehdy zůstal jednokolejný.
Elektrická dráha si velmi rychle získala oblibu veřejnosti: v roce 1898 přepravila 800 000 cestujících.
V roce 1910 byla povolena stavba trati do Horního Hanychova. Jednokolejná trať vedla z dnešního Soukenného náměstí Barvířskou a Orlí ulicí k Viaduktu, odkud dále pokračovala do Horního Hanychova. Tento úsek byl otevřen 16. října 1912. V roce 1914 byla trať využita k přepravě diváků při prvním sáňkařském mistrovství Evropy na ještědské dráze.
Za první světové války byla většina zaměstnanců povolána do armády, a proto musel být provoz na čas omezen. Linka končila již u dnešního Spáleniště.
V dubnu 1932 byly předloženy návrhy na zřízení jednokolejné trati Žitavskou ulicí od Nádraží k Viaduktu. Návrh byl přijat a tak se Liberečané 1. listopadu 1932 dočkali přeložení linky Lidové sady – Horní Hanychov (číslo 3). Původní úsek tratě ze Soukenného náměstí k Viaduktu Orlí ulicí zůstal bez provozu a v období od 25. března 1934 do roku 1937 byl i zlikvidován.

### Od druhé světové války

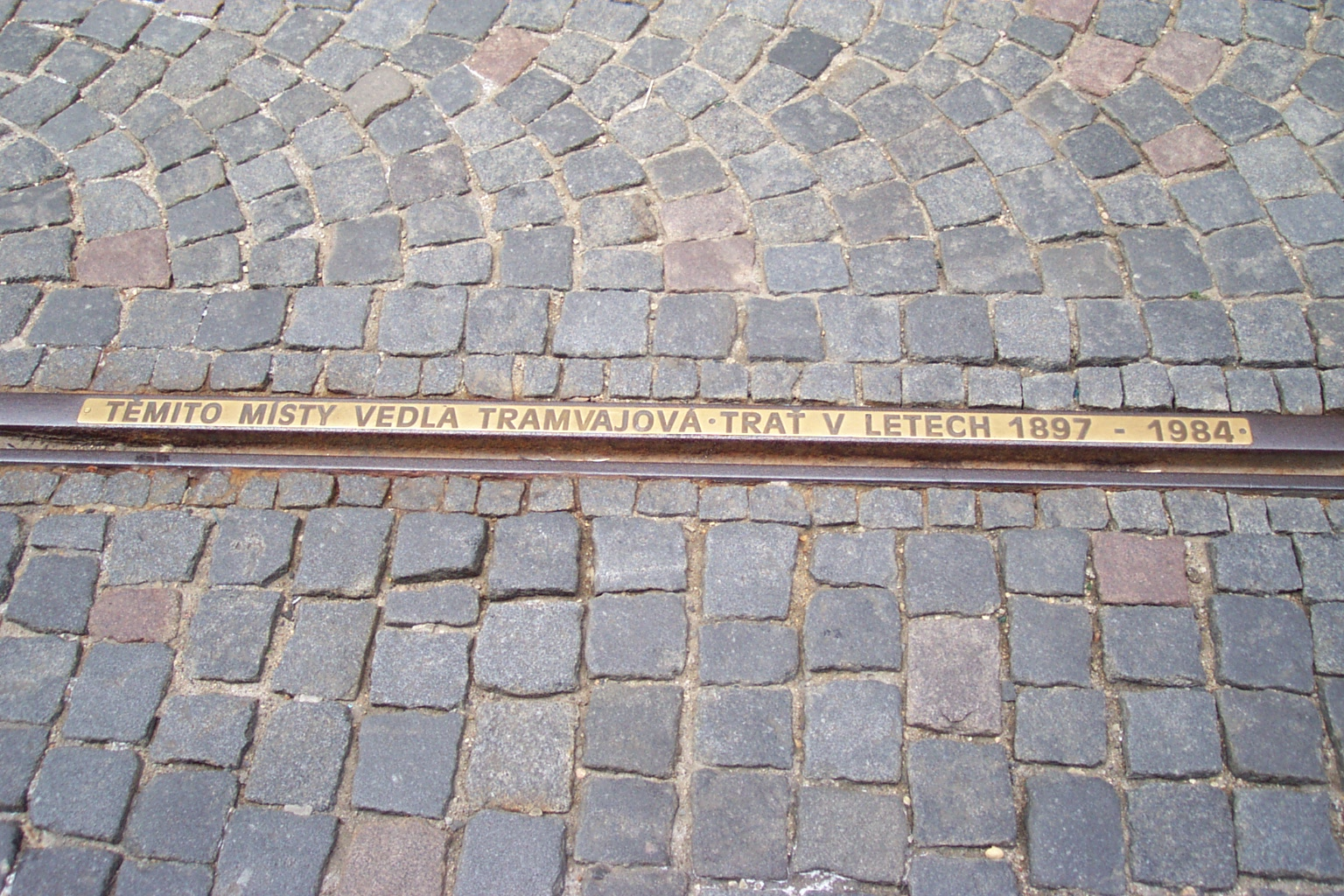
Pamětní kolej v Pražské ulici, kudy jezdila až do roku 1984 tramvaj

Na trať stejně nepříznivě jako první světová válka dopadla i ta druhá. Trať byla na čas ukončena již v Dolním Hanychově. 
Od léta do listopadu roku 1940 byl zdvoukolejněn úsek Nádraží–Viadukt. Od června do 30. listopadu 1956 byl zdvoukolejňován úsek Viadukt–Pekárna.
Dne 20. června 1950 byla na konečné Lidové sady vybudována první liberecká tramvajová smyčka (předtím v roce 1932 byl projekt na výstavbu smyčky zamítnut). Dne 10. března 1957 byla zprovozněna smyčka v Horním Hanychově jako druhá v Liberci. Trať byla v průběhu let různě rekonstruována.[zdroj?]
Dne 1. května 1962 byla zprovozněna smyčka Vápenka a na konci téhož roku i smyčka v Dolním Hanychově. Koncem roku 1963 byla uvedena do provozu výhybna v Kubelíkově ulici. 24. května 1964 byla zrušena kolej kolem hlavní pošty a byla zdvoukolejněna trať ulicí 5. května mezi dnešním náměstím E. Beneše a Šaldovým náměstím. V roce byl zdvoukolejněn úsek Pekárny – Vápenka, zbytek trati do Horního Hanychova zůstal až do přestavby na přelomu 20. a 21. století jednokolejný.
Kolem roku 1970 započal na této městské trati vývoj signalizační a zabezpečovací soustavy jednokolejného provozu. V létě 1973 byla zřízena signalizace například v ulici 5. května, na náměstí Bojovníků za mír (E. Beneše), Gottwaldově náměstí (Soukenné) a na Vápence. Po zdvoukolejnění posledních úseků přestal být zabezpečovací systém používán na městské trati, ale od roku 1993 byl využit na meziměstské trati do Jablonce.
Jednou z nejvýznamnějších rekonstrukcí bylo přeložení trati v centru. Tramvaje od roku 1984 začaly jezdit namísto kolem radnice po nové trati Soukenné náměstí – Revoluční ulice – Rumunská ulice – Šaldovo náměstí – ul. 5. května.

### Rekonstrukce od roku 1990
Městská trať se dostala do katastrofálního stavu. Jediným řešením byla rekonstrukce trati a při té příležitosti přechod na normální rozchod 1435 mm (z původního 1000 mm) a zdvoukolejnění zbývajících jednokolejných úseků.
V letech 1990–1992 byl zrekonstruován úsek Lidové sady – Průmyslová škola, v březnu 1993 byla zahájena rekonstrukce úseků Průmyslová škola – Soukenné náměstí a Soukenné náměstí – Nádraží a v roce 1994 i úseku Nádraží – Viadukt, kde byla vystavěna nová smyčka. Až sem byla trať rekonstruována vystavěním kolejové splítky obou rozchodů.
Od 15. listopadu 1995, po mnoha náročných pracích a úpravách v centru, byl zprovozněn nový úsek ze Soukenného náměstí Fügnerovou ulicí dále na již vystavěnou trať a manipulační trať do vozovny.
Rekonstrukce dále pokračovala až došlo i na úsek Viadukt – Kubelíkova. Ten byl úplně zprovozněn v roce 1999. Smyčka Vápenka byla zrušena a v zastávce Kubelíkova byl vybudován provizorní „triangl“ pro obracení tramvají.
Od 27. srpna 1998 byl kvůli špatnému technickému stavu a změně rozchodu kolejí ve zbytku tramvajové tratě ukončen provoz v úseku Kubelíkova – Horní Hanychov. Zůstala tak torza trati (opuštěné trolejové sloupy či části kolejí a zastávek). Dopravu zajišťovala po 7 let náhradní autobusová linka. Provoz v zrekonstruovaném úseku Kubelíkova – Dolní Hanychov byl obnoven v roce 2001. Nová dvojkolejná trať s normálním rozchodem 1435 mm v úseku Dolní Hanychov – Horní Hanychov byla budována od roku 2004 a slavnostně otevřena 1. srpna 2005. Zakončena je smyčkou s otevřeným kolejovým svrškem, na zbytku trati jsou koleje umístěné v úrovni a ose vozovky.
V druhé dekádě 21. století došlo k opětovným rekonstrukcím částí trati (například kolejové oblouky v Lidových sadech či na Soukenném náměstí). V říjnu 2019 byly zrušeny dvě kolejové spojky u zastávky Spáleniště, které měly sloužit k odstavování tramvají při předpokládaném náporu cestujících při významných lyžařských závodech, využity ale nikdy nebyly.
Již 17. května 1933 byl předložen návrh na prodloužení trati až k dolní stanici ještědské lanovky, byl ale zamítnut. Znovu se o tomto prodloužení uvažovalo v souvislosti s rekonstrukcí sítě na přelomu 20. a 21. století, znovu ale nebylo realizováno. Nyní se přednostně uvažuje o rozvoji tramvajové dopravy na rychle se rozrůstající sídliště – Rochlice a Broumovská.

## Provoz

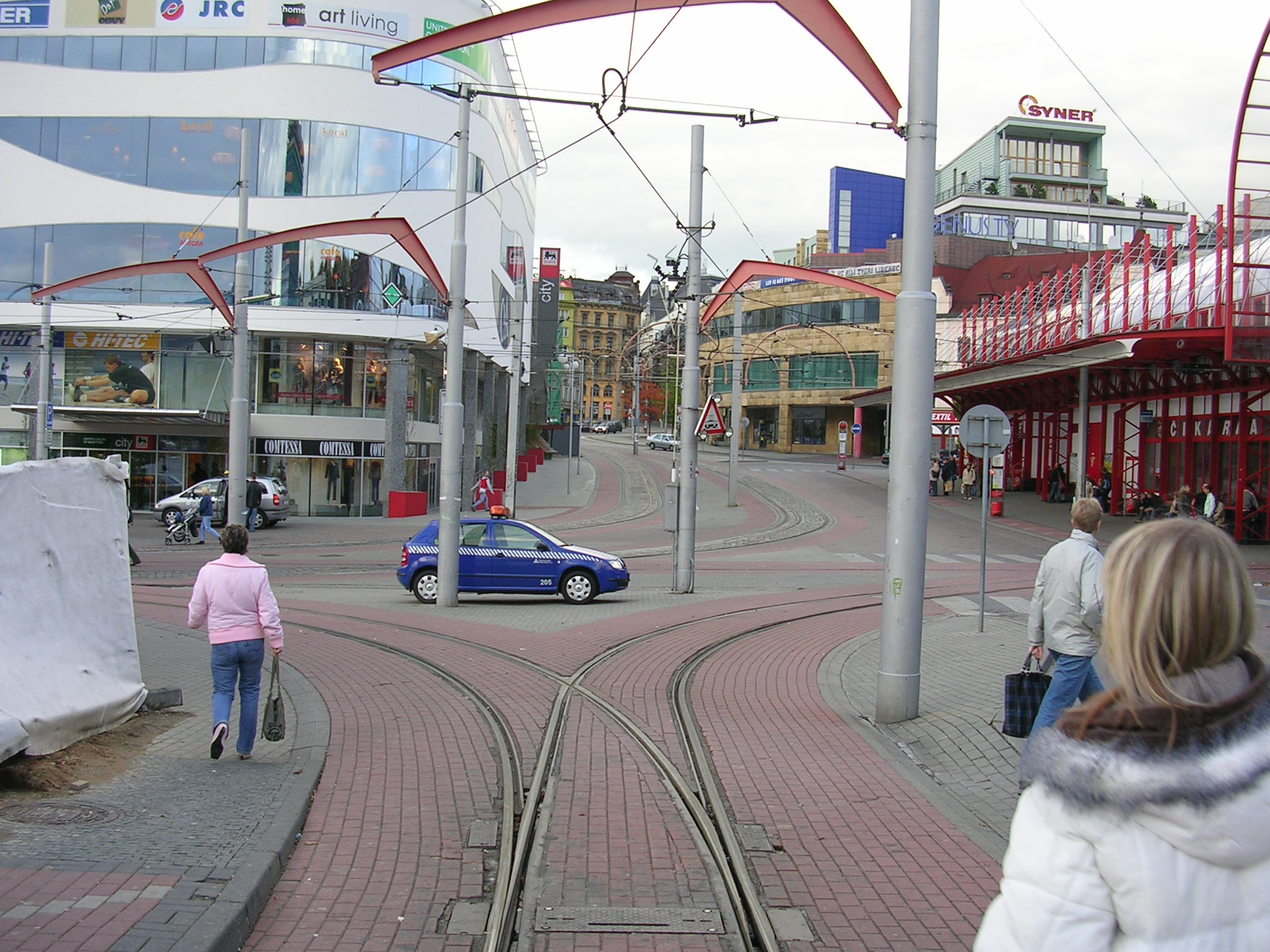
Fügnerova, napojení na meziměstskou trať

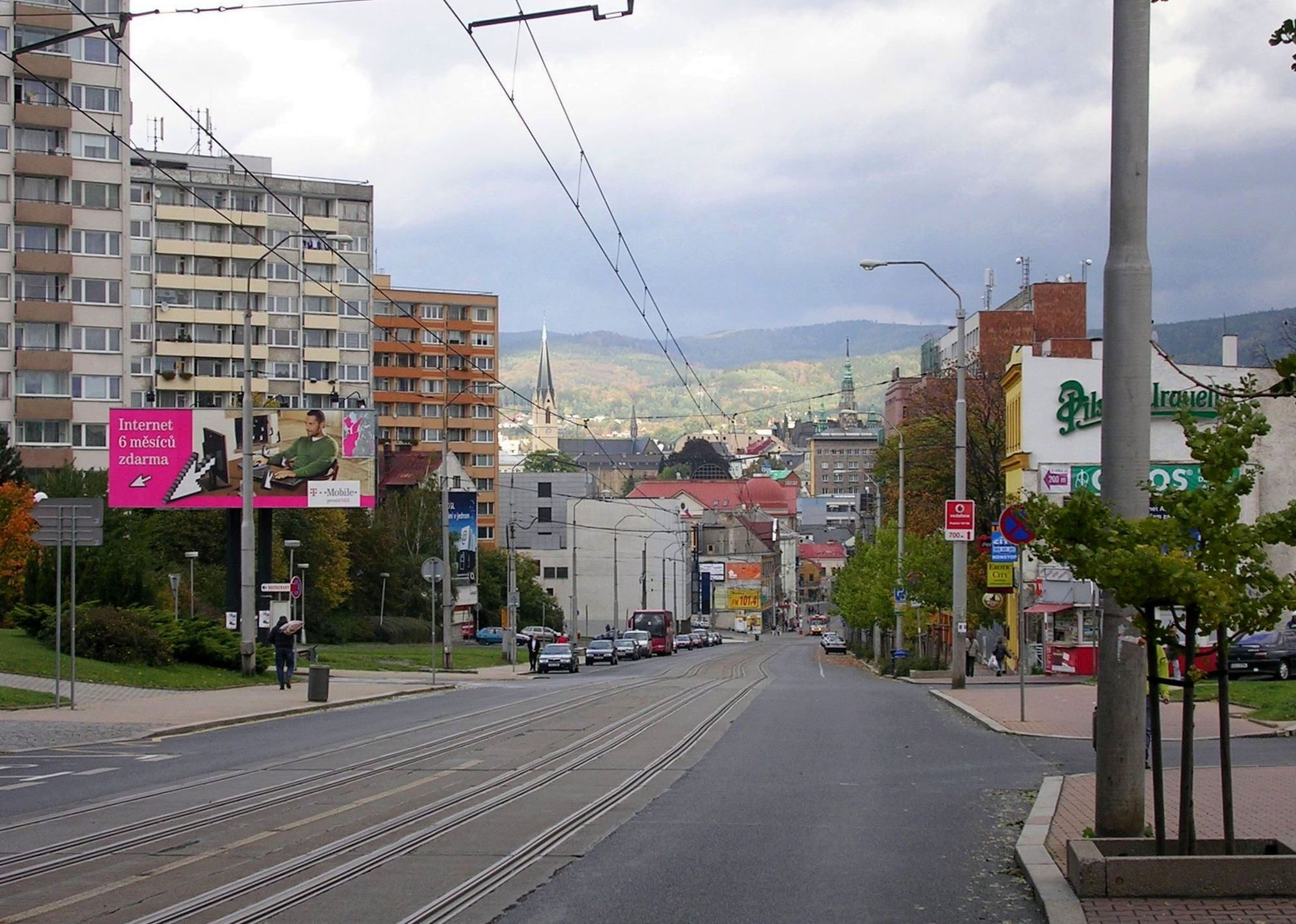
Ul. 1. máje, od nádraží k centru města.

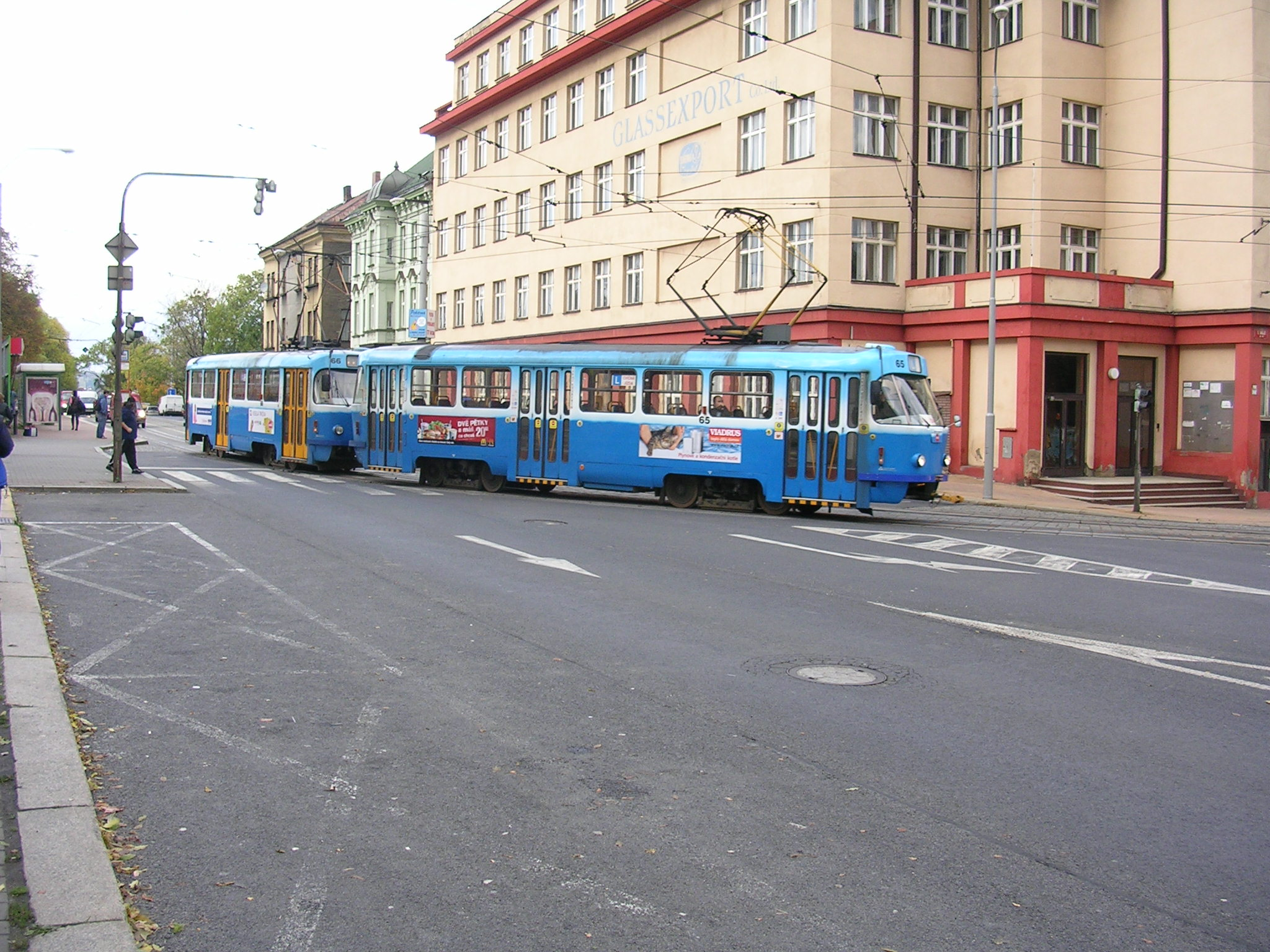
Nádraží

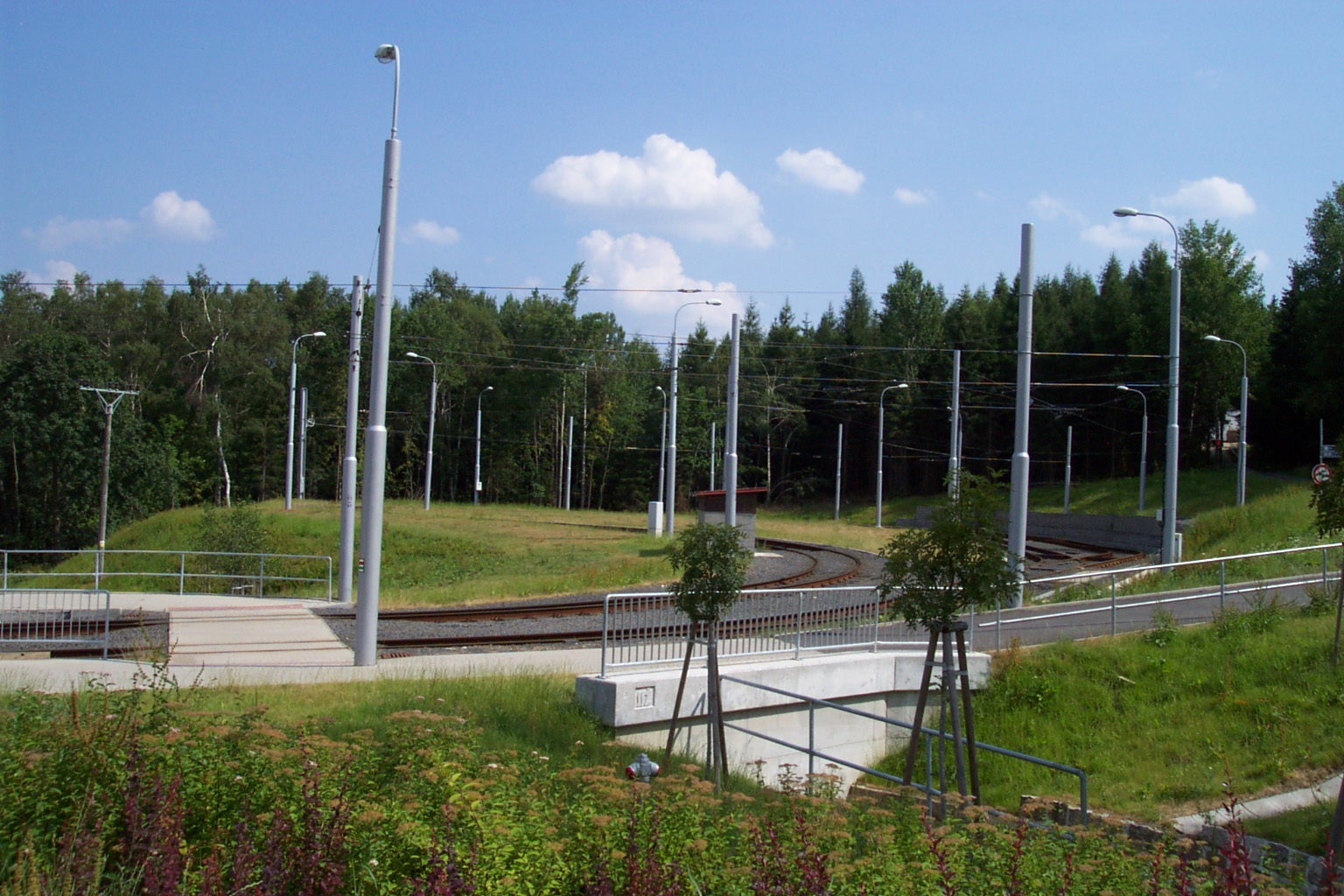
Smyčka Horní Hanychov.

### Historie linek
- 1924: 1 Nádraží – Lidové sady; 3 Soukenné náměstí – Horní Hanychov
- 1940: 1 Nádraží – Lidové sady; 3 Lidové sady – Horní Hanychov; 4 Lidové sady – Vápenka
- 1950: 1 Nádraží – Muzeum; 3 Lidové sady – Horní Hanychov; 4 Lidové sady – Vápenka
- 1990: 1 Lidové sady – Vápenka; 2 Lidové sady – Dolní Hanychov; 3 Lidové sady – Horní Hanychov
- 1996: 1 Lidové sady – Viadukt; 3 Lidové sady – Horní Hanychov
- 1998: 2 Lidové sady – Kubelíkova (provoz na rozchodu 1435 mm)
- 2001: 2 Lidové sady – Dolní Hanychov (1435 mm)
- 2005: 2 Lidové sady – Dolní Hanychov (1435 mm); 3 Lidové sady – Horní Hanychov (1435 mm); 1 historická linka Lidové sady – Viadukt, v provozu jen několik dní v roce (1000 mm)

### Současnost
Dnes na trati jezdí několik linek. V úseku Lidové sady-ZOO – Dolní Hanychov linka číslo 2, v úseku Lidové Sady-ZOO – Horní Hanychov linka číslo 3 a v úseku Fügnerova – Rybníček – Viadukt linky číslo 5 a 11, přijíždějící po meziměstské trati z Jablonce. Při příležitosti státních svátků, různých akcí nebo výročí jezdí po městské trati historické tramvaje „Bovera“, souprava 6MT + „plecháč“, případně T2R, obvykle označené jako linka číslo 1. V roce 2014 se na úsek mezi Lidovými sady a Dolním Hanychovem jednou za měsíc vydávala speciálně upravená partytramvaj T3M ev. č. 8106 původem z Prahy.
Ve špičce pracovních dnů jezdí hlavní linky 2 a 3 v intervalech 12 minut, tak že v centru utvářejí šestiminutový interval. Ve večerních hodinách a o víkendech jezdí jen linka 3 a to v intervalu 10–15 min. Linky 5 a 11 jsou vedeny k Rybníčku či Viaduktu celodenně.

## Popis trati

### Zastávky na trati
- Lidové sady-ZOO – dvoukolejná smyčka; v sedmdesátých letech[5] Lidové sady Petra Bezruče, od devadesátých let do srpna 2014[6] Lidové sady
- Riegrova – do srpna 2007[7] Léčebný ústav
- Botanická zahrada – v sedmdesátých letech ZOO-Botanická zahrada, později ZOO, v devadesátých letech U jezírka, do srpna 2014[6] Botanická-ZOO
- Muzeum-Galerie Lázně – v sedmdesátých letech Lázně, v devadesátých letech Muzeum, od roku 2000 do srpna 2014[6] Muzeum-výstaviště
- Průmyslová škola – v sedmdesátých letech Výstaviště
- Ulice 5. května
- Šaldovo náměstí
- Fügnerova – terminál MHD, dvoukolejná smyčka, odbočka na meziměstskou trať do Jablonce
- Soukenné náměstí – zastávka od roku 2009 zrušena
- Rybníček – v sedmdesátých letech Na Rybníčku; odbočka do vozovny, občasná zastávka na odbočce nesla[kdy?] název Tatranská. 17. listopadu 2015 byl zastávce Rybníček v Tatranské ulici udělen „podtitul“ „René Matoušek a další liberečtí signatáři Charty 77“[8]
- Nádraží
- Viadukt – jednokolejná smyčka, konec kolejové splítky s úzkým rozchodem
- Krkonošská
- Staré pekárny – v sedmdesátých letech Pekárny, v devadesátých letech, do července 2001 U pekáren[9]
- Vápenka – do devadesátých let jednokolejná smyčka, poté odstavná kolej, v roce 2012 demontována
- Janův Důl – v minulosti[kdy?] se zkušebně používal i název zastávky Nádraží Horní Růžodol
- Kubelíkova – při rekonstrukci trati v letech 1996–2001 kolejový trojúhelník pro otáčení tramvají
- Dolní Hanychov – dvoukolejná smyčka
- Malodoubská – v sedmdesátých letech České Mládeže, v devadesátých letech Ul. České Mládeže, do července 2001 České Mládeže[9]
- Hanychov kostel – v sedmdesátých letech Kostel, v devadesátých letech U Kostela
- Spáleniště – v sedmdesátých letech U Spáleniště, v devadesátých letech U paloučku; u zastávky se nacházely dvě kolejové spojky, které byly v roce 2019 demontovány
- Horní Hanychov – dvoukolejná smyčka